# Onthophagus flavibasis
Onthophagus flavibasis là một loài bọ cánh cứng trong họ Bọ hung (Scarabaeidae).